# Fritz Freitag (Maler)
Fritz Freitag (* 1. September 1915 in Königshütte (Schlesien); † 23. Juli 1977 in Halle (Saale)) war ein deutscher Maler und Graphiker. Er war ein Vertreter der Halleschen Schule.

## Leben und Werk
Fritz Freitag wurde 1915 als jüngstes von sechs Geschwistern eines Büroangestellten und einer Kramladenbetreiberin im oberschlesischen Königshütte (heute: Chorzów) geboren. Aus wirtschaftlichen Gründen zog die Familie 1927 in die preußische Provinz Sachsen nach Halle an der Saale.
Dort war er zunächst Steinmetz- und dann Retuscheur-Lehrling. 1933 begann er ein Studium in der Malklasse von Charles Crodel an der Kunstgewerbeschule Burg Giebichenstein. Nach dessen Entlassung im März 1933 war er Teilnehmer des privaten Malzirkels Crodels in der Wohnung des von den Nationalsozialisten vertriebenen Kunsthistorikers Paul Frankl. Für ein Semester besuchte Freitag 1936/37 die Klasse für dekorative Wandmalerei bei Heinrich Kamps an den Vereinigten Staatsschulen für freie und angewandte Kunst in Berlin-Charlottenburg. Danach setzte er sein Studium an der nunmehr in „Meisterschule des Deutschen Handwerks“ umbenannten Kunsthochschule Halle fort. Er besuchte die Klasse für Gebrauchsgrafik und Schriftgestaltung von Herbert Post und erhielt Unterricht im Porträt- und Aktzeichnen bei Gustav Weidanz. Um seinen Lebensunterhalt zu bestreiten, verkaufte er erste Werke, etwa das Mädchen mit Schleier (1937). 1940 wurde er zum Kriegsdienst eingezogen, den er im Zuge des Balkanfeldzuges (1941) auch in Jugoslawien und Griechenland ableistete. Ingrid Schulze (1983) attestierte ihm eine „gefühlsmäßige Opposition“ gegen den Nationalsozialismus. Nach dem Zweiten Weltkrieg war er wieder freischaffend tätig, so entstand u. a. das Werk Weihnachtsmarkt 1945.
Im Jahr 1947 war er in Halle an der Gründung der Künstlervereinigung „Die Fähre“ beteiligt, die sich als „Brücke zwischen Künstler und Volk“ verstand. In dieser Zeit entstand ein Selbstporträt und das Werk Junge Mutter. Bei der Ausstellung Der Berg- und Hüttenmann im Marktschlößchen in Halle wurden Zeichnungen Freitags, die 1948 von Arbeitsvorgängen im Steinkohlenflöz bei Löbejün in Sachsen-Anhalt entstanden, gezeigt. Später brachte er sich mit den Werken Kartoffelesserinnen (um 1951) und Gerüstbauer (1952) ein. Als Höhepunkt seiner damaligen Arbeit ist das würdevolle Bildnis Mutter in neuer Wohnung (1958) anzusehen.
Das Porträt Mutter in alter Wohnung leitete bereits 1956 eine neue Schaffensphase ein. Er malte seine ärmliche Mutter, die Tochter eines aus Schlesien stammenden Grubenarbeiters, „in der Würde ihrer schlichten Menschlichkeit“, wie Wolfgang Hütt 1977 feststellte. Ende der 1950er Jahre wandte sich Freitag der Schichtenmalerei zu. Er ließ sich bei der deutschen (u. a. Stefan Lochner, Albrecht Dürer und Lucas Cranach) und niederländischen Malerei des Spätmittelalters und der Renaissance sowie den Ornamentik der Spätgotik inspirieren. Insbesondere begeisterte er sich für den Gold- und Silbergrunde, wie die Serviererin II (1963) und Doris mit Geige (1970) zeigen. Vor allem in den 1960er Jahren entstanden festlich anmutende Werke, etwa Die Sängerin vor dem Auftritt (1964; Porträt der Sängerin Philine Fischer vor ihrem Auftritt als Zauberin in der Händel-Oper Amadigi).
Freitags dekorative und ausgelassene Tafelbilder hatten auch ihren Ursprung in seiner baugebundenen Kunst. Zu nennen sind die Gipsschnitte an der Speisesaalwand der Pädagogischen Hochschule in Halle-Kröllwitz (1956) und der Keramikfries Mittelalterlicher Markt und Apotheke für den Krankenhauswarteraum in Eisenhüttenstadt (1958) sowie die Wandbilder (Lackmalerei) Tanzpaare im Café Geiseltal in Merseburg-Süd (1961) und Quacksalberei im Ambulatorium in Halle-Süd (1964). Ab Mitte der 1960er Jahre setzte er bei seiner baugebundenen Kunst vermehrt Ölfarben und Tempera ein. So stellte er 1965 auf einer Harmonikafalttür einer Schulaula in Merseburg-Süd die Vier Jahreszeiten dar. Im gleichen Jahr entstand auch das Wandbild Bremer Stadtmusikanten für eine Schulaula in Bitterfeld. 1967 zog er in einer Schulaula in Wolfen mit dem Wandbild Jugendkapelle nach. Für den Speisesaal der Kinder- und Jugendsportschule in Halle entwarf er 1970 das Wandbild Einzug der Olympioniken. Weitere Werke dieser Art sind die Fünf Liebespaare aus fünf Jahrhunderten für eine Gaststätte in Merseburg-West (1966) und der Tanz der Völker für ein Altersheim in Roßlau (1971; Rundbild). 1972/73 arbeitete er an Wandbildern zu den Weltfestspielen der Jugend und Studenten in der Mensa der Martin-Luther-Universität Halle-Wittenberg und zur deutsch-bulgarischen Freundschaft im Studentenwohnheim der Technischen Hochschule Leuna-Merseburg.
Ab 1967 rückten in den Werken Freitags erneut Emotionen in den Mittelpunkt. Beispielhaft dafür stehen seine Selbstbildnisse von 1967 und 1968.
Freitag war Mitglied des Verbands Bildender Künstler der DDR. 1961 wurde er mit dem Kunstpreis der Stadt Halle ausgezeichnet.
Freitag unternahm Studienreisen in die Volksrepublik Bulgarien (1955) und die Usbekische Sozialistische Sowjetrepublik (1960).
Werke Freitags Werke befinden sich u. a. in den Beständen des Museums Bautzen, der Galerie Neue Meister in Dresden, des Kunstmuseums Moritzburg in Halle/Saale, der Universität Leipzig und der Hochschule Merseburg.

## Tafelbilder (Auswahl)
- Der Galgenberg bei Halle (vor 1955, Mischtechnik)[14]

- Mutter in neuer Wohnung (1958, Mischtechnik, 150 × 100 cm; auf der Vierten Deutschen Kunstausstellung)[15]
- Vorabend zum 1. Mai (Mischtechnik, 110 × 135 cm; auf der Vierten Deutschen Kunstausstellung)[16]
- Das Blumenjahr (Mischtechnik; auf Fünften Deutschen Kunstausstellung)[17]
- Fröhlicher Winter (1965, Mischtechnik; Galerie Neue Meister)[18]
- Das Geigenmädchen (1967, Mischtechnik; Galerie Neue Meister)[19]
- Arbeitspause (1969, Tempera; Galerie Neue Meister)[20]
- Fröhlicher Sommer (1970, Mischtechnik; auf der VII.  Kunstausstellung der DDR)[21]
- Bildnis Eva (1972, Tempera & Öl & Blattgold)[22]
- Winterfahrt auf Hiddensee (um 1973, Tempera und Öl)[23]
- Teetrinker (Mischtechnik; auf der VIII. Kunstausstellung der DDR)[24]

## Ausstellungen (mutmaßlich unvollständig)

### Einzelausstellungen
- 1947: Halle
- 1963: Bernburg (Schlossmuseum)
- 1973: Dresden (Gemäldegalerie Neue Meister)[25]
- 1974: Halle
- 1974: Frankfurt/Oder

### Gruppenausstellungen (Auswahl)
- 1954: Halle, Galerie in der Moritzburg, Bezirksausstellung

- 1958/1958, 1962/1963, 1967/1968, 1972/1973 und 1977/1978: Dresden, Deutsche Kunstausstellung bzw. Kunstausstellung der DDR
- 1968: Halle/Saale („Sieger der Geschichte“)
- 1969 und 1974: Halle, Bezirkskunstausstellung
- 1979: Berlin, Altes Museum („Jugend in der Kunst“)
- 1985: Erfurt, Gelände der Internationalen Gartenbauausstellung („Künstler im Bündnis“)
- 1985: Berlin („Musik in der bildenden Kunst“)
- 1989: Berlin, Akademie-Galerie im Marstall („Bauleute und ihre Werke. Widerspiegelungen in der bildenden Kunst der DDR“)